# Găvănel, Prahova
Găvănel (mai vechi, Adunații ot Găvănel) este un sat în comuna Dumbrăvești din județul Prahova, Muntenia, România.
Așezarea este atestată documentar în 1831.